# Synageles mexicanus
Synageles mexicanus är en spindelart som beskrevs av Cutler 1987 [1988. Synageles mexicanus ingår i släktet Synageles och familjen hoppspindlar. Inga underarter finns listade i Catalogue of Life.